# Амфітеатр (Таррагона)
Амфітеатр у Таррако (ісп. Anfiteatro de Tarraco, кат. Amfiteatre de Tarragona) — амфітеатр у римському місті Таррако, столиці провінції Ближня Іспанія (сучасне місто Таррагона в Каталонії). Амфітеатр входить в археологічний ансамбль Таррако, який у 2000 році включений до списку Світової спадщини ЮНЕСКО.

## Історія
Амфітеатр був побудований в кінці другого століття нашої ери. Під час правління римського імператора Геліогабала, на початку третього століття нашої ери, амфітеатр був реконструйований. На арені амфітеатру проводилися гладіаторські бої (Munera) і бої диких тварин (Venationes), крім того, тут же проводилися публічні страти.
21 січня 259 року, під час правління імператора Валеріана, який жорстоко переслідував християн, на арені амфітеатру були спалені живцем єпископ міста Фруктуоз і його диякони, Авгурій і Євлогій.
У V столітті в результаті релігійної політики перших християнських імператорів амфітеатр втратив свої початкові функції. У наступному столітті, під час правління вестготів, кам'яні блоки амфітеатру були частково використані для будівництва християнської трьохнефної базиликі на честь трьох святих Церкви Таррагони. У дванадцятому столітті, вже після звільнення Таррагони від маврів на фундаменті базиліки вестготів була побудована в романському стилі нова церква Санта-Марія-дель-Міларго (не збереглася).

## Опис
Амфітеатр був побудований на березі Середземного моря в нижній частині міста для більш легкого доступу до нього мешканців міста. Він розташований на крутому схилі, тому частина трибун вирізана в скелях, інша частина трибун зведена на склепіннях. Для будівництва використовувався як бетон, так великі кам'яні блоки.
Нижче арени, в підвалі, знаходився підйомник, який за допомогою системи шківів, противаг і лебідки піднімав клітини з дикими тваринами, гладіаторів або реквізит для боїв. У ямах або льохах існували місця відпочинку та поклоніння.
У північній частині поперечної ями було знайдено фреску (тепер зберігається в Національному археологічному музеї Таррагони), присвячену богині Немезиді, покровительки гладіаторів, що прикрашала невелику каплицю.
Амфітеатр має еліптичну форму, велика вісь його зовнішнього еліпса дорівнює 130 м, мала вісь — 102 м, арена також має форму еліпсу, велика вісь якого дорівнює 62,5 м, мала вісь — 38,5 м. При таких розмірах він міг вміщати в себе до 15000 глядачів.

## Галерея

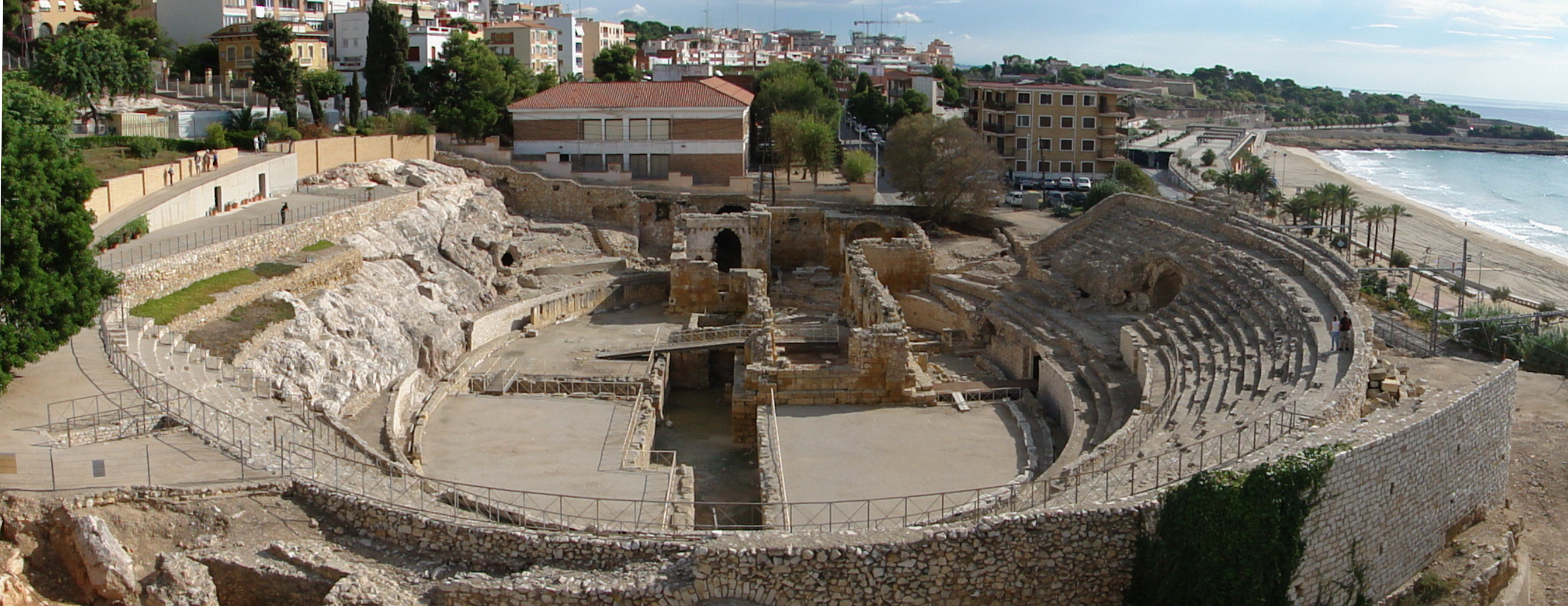
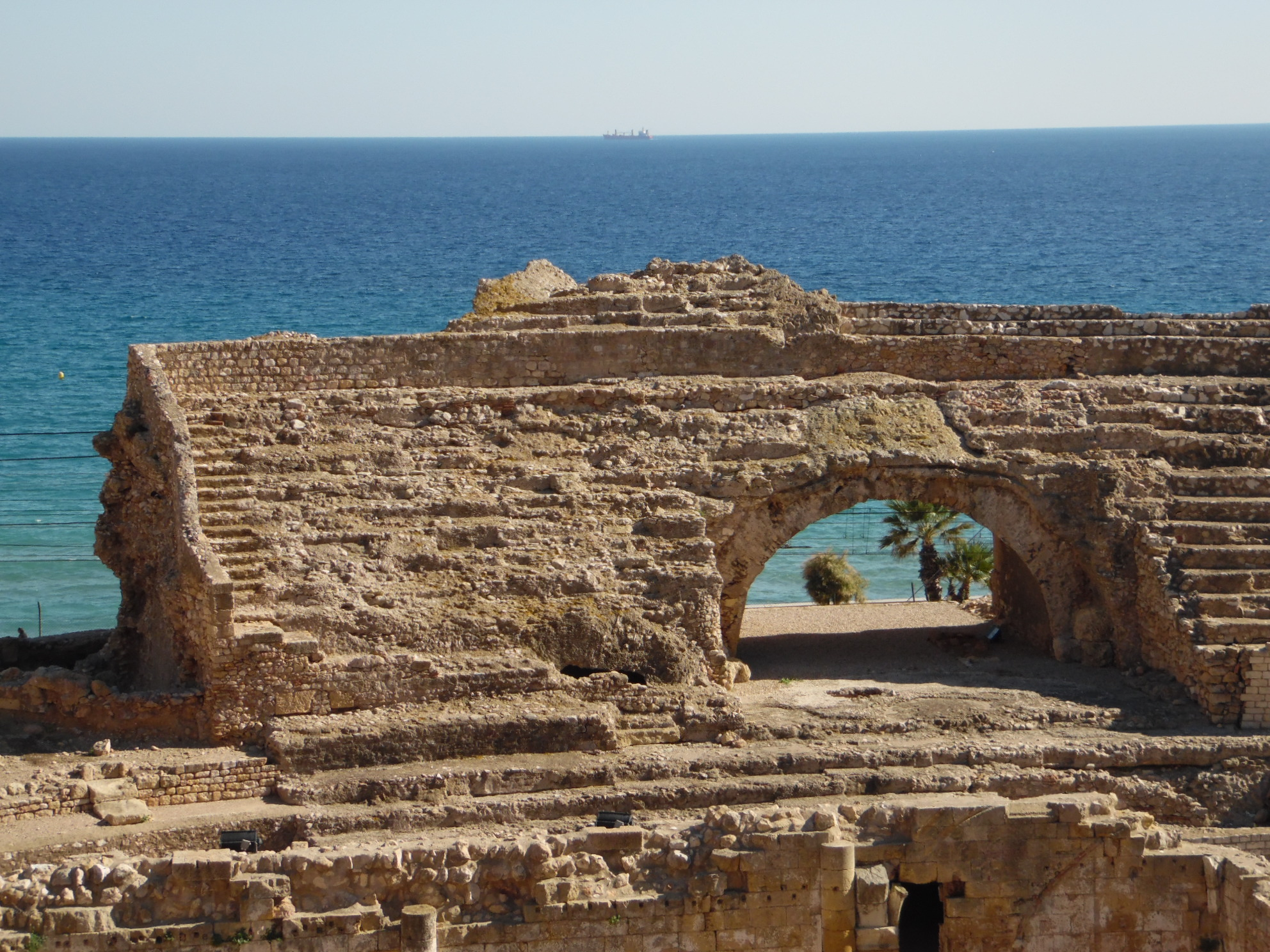
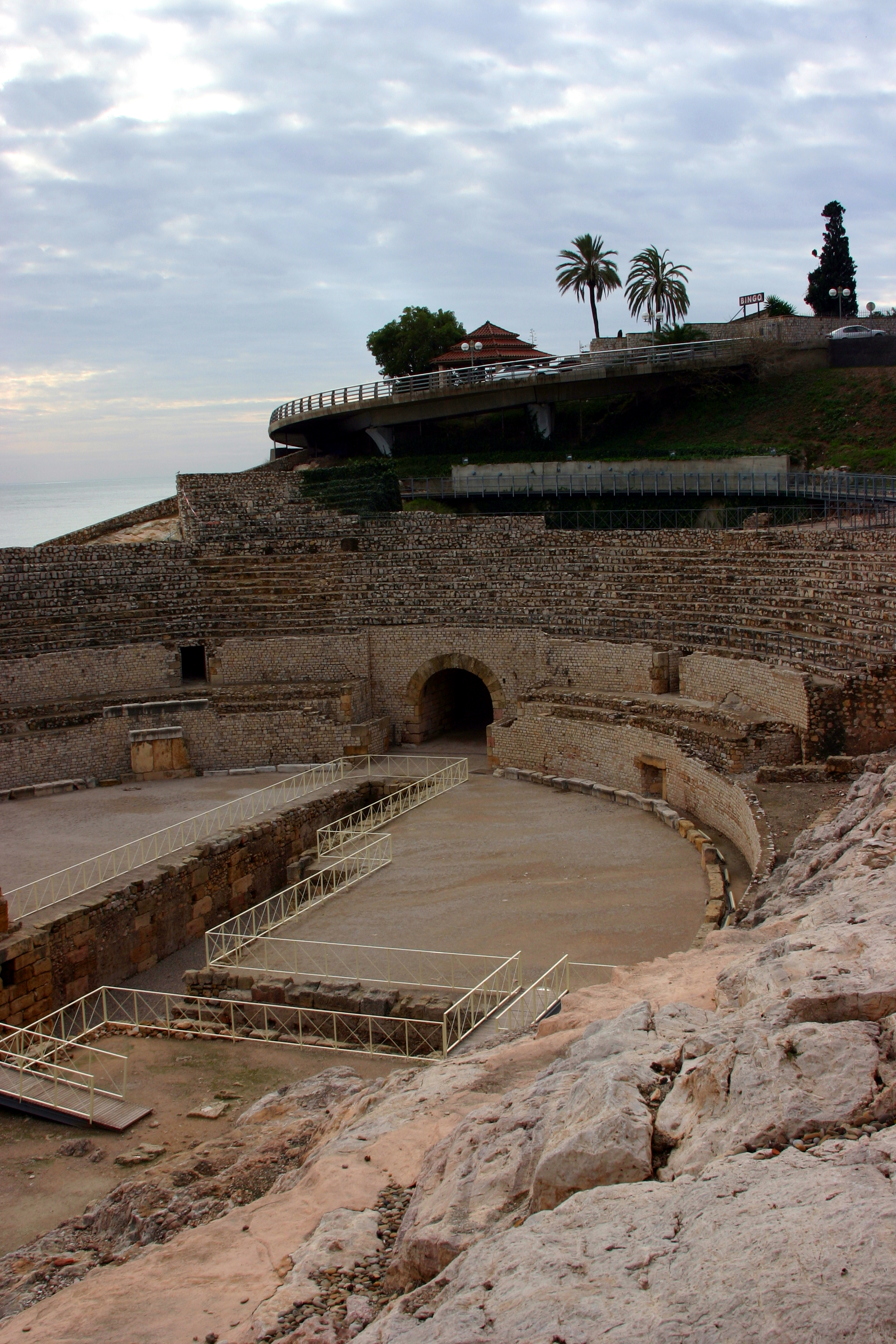
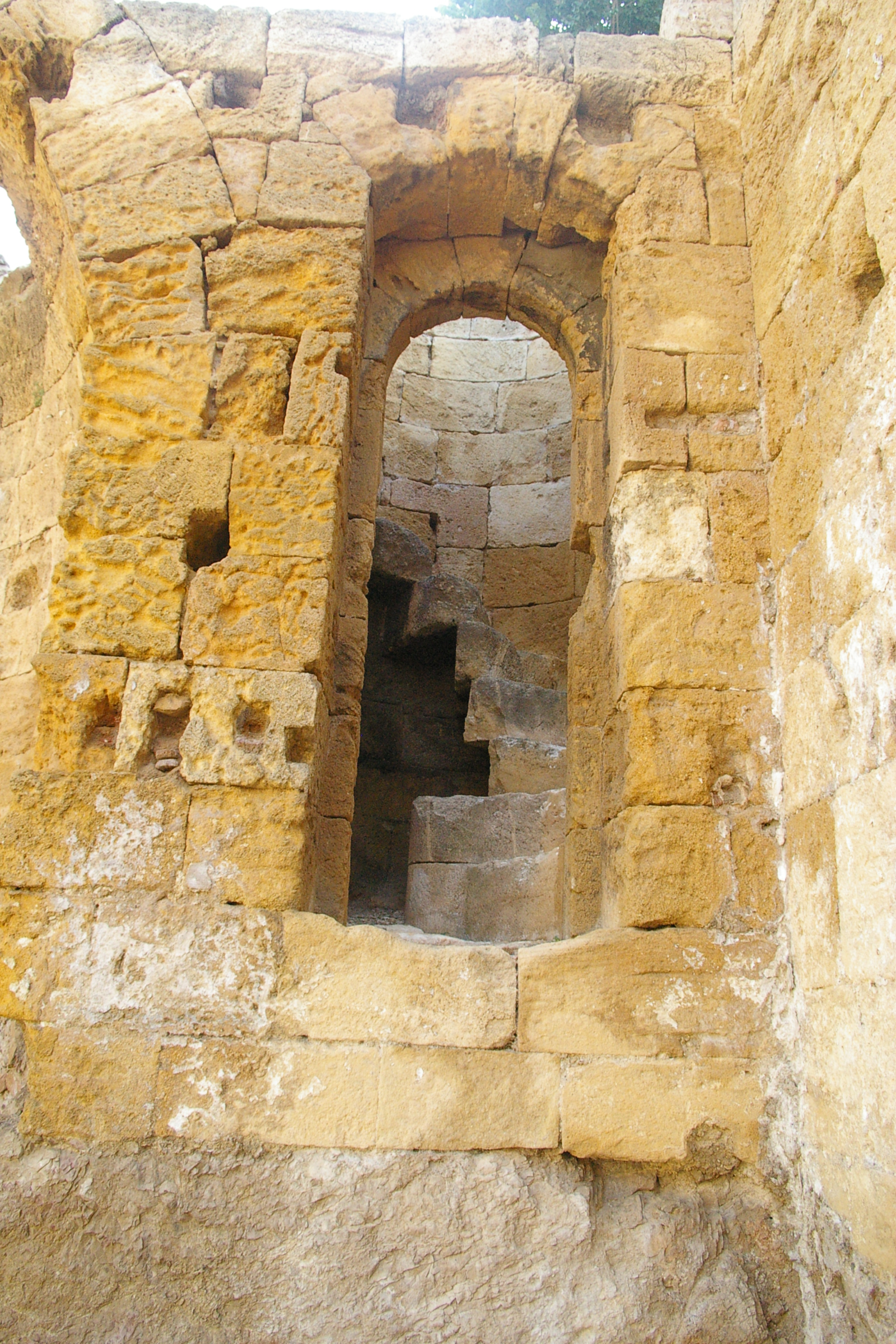